# 蜂須賀至鎮
蜂須賀至鎮（日语：／ Hachisuka Yoshishige，1586年2月20日—1620年3月29日）是日本戰國時代武將及江戶時代的大名，阿波國德島藩主。父親是蜂須賀家政，母親是生駒家長女兒。正室是德川家康養女萬姬。最初是豐臣秀吉家臣，關原之戰支持東軍，但是父親家政患病，沒有參戰。其後在大坂之役上陣。1620年（元和6年）病逝，家督由長男忠英繼承。